# Tipula saxemontana
Tipula saxemontana är en tvåvingeart som beskrevs av Alexander 1946. Tipula saxemontana ingår i släktet Tipula och familjen storharkrankar. Inga underarter finns listade i Catalogue of Life.